# نیروگاه هسته‌ای نیدرمات
نیروگاه هسته‌ای نیدرمات (به لاتین: Niederamt Nuclear Power Plant) یک نیروگاه هسته‌ای در سوئیس است که در کانتون سولوتورن واقع شده‌است.